# سینما بهمن (آمل)
سینما بهمن یک سینما در شهر آمل، ایران است.
این سینما که متعلق به حوزه هنری می‌باشد در سال ۱۳۴۵ با یک سالن افتتاح و در سال ۱۳۷۹ پس از تجهیز و نوسازی و به دو سالن مجزا بازگشایی شد.